# Convocazioni per il campionato mondiale maschile under 20 di calcio 2011
Elenco dei giocatori convocati da ciascuna Nazionale partecipante ai Mondiali di calcio Under-20 2011.

## Gruppo A

### Colombiaunder 20
Commissario tecnico:  Eduardo Lara
| N. | Pos. | Giocatore                 | Data nascita (età)          | Pres. | Reti | Squadra                |
| -- | ---- | ------------------------- | --------------------------- | ----- | ---- | ---------------------- |
| 1  | P    | Cristian Bonilla          | 20 giugno 1993 (18 anni)    | 0     | 0    | Boyacá Chicó           |
| 2  | D    | Luciano Ospina            | 18 febbraio 1991 (20 anni)  | 3     | 0    | Huracán                |
| 3  | D    | Pedro Camilo Franco (c)   | 23 aprile 1991 (20 anni)    | 9     | 1    | Millonarios            |
| 4  | D    | Santiago Arias            | 13 gennaio 1992 (19 anni)   | 9     | 0    | Sporting CP            |
| 5  | D    | Héctor Quiñónes           | 17 marzo 1992 (19 anni)     | 0     | 0    | Deportivo Cali         |
| 6  | C    | Didier Moreno             | 15 settembre 1991 (19 anni) | 7     | 0    | Santa Fe               |
| 7  | A    | Fabián Castillo           | 17 giugno 1992 (19 anni)    | 2     | 0    | FC Dallas              |
| 8  | C    | Michael Ortega            | 6 aprile 1991 (20 anni)     | 8     | 1    | Club Atlas             |
| 9  | A    | Luis Muriel               | 16 aprile 1991 (20 anni)    | 0     | 0    | Udinese                |
| 10 | C    | James Rodríguez           | 12 luglio 1991 (20 anni)    | 0     | 0    | Porto                  |
| 11 | A    | Duván Zapata              | 1º aprile 1991 (20 anni)    | 0     | 0    | América de Cali        |
| 12 | P    | Andrés Mosquera Marmolejo | 10 settembre 1991 (19 anni) | 9     | 0    | Bogotá FC              |
| 13 | C    | Juan David Cabezas        | 27 febbraio 1991 (20 anni)  | 6     | 0    | Deportivo Cali         |
| 14 | D    | Juan David Díaz           | 10 ottobre 1992 (18 anni)   | 2     | 0    | Deportivo Pasto        |
| 15 | C    | Yerson Candelo            | 24 febbraio 1992 (19 anni)  | 0     | 0    | Deportivo Cali         |
| 16 | D    | Jonny Mosquera            | 17 febbraio 1991 (20 anni)  | 0     | 0    | Envigado               |
| 17 | C    | Javier Calle              | 29 aprile 1991 (20 anni)    | 7     | 0    | Independiente Medellín |
| 18 | C    | Sebastián Pérez Cardona   | 29 marzo 1993 (18 anni)     | 0     | 0    | Atlético Nacional      |
| 19 | D    | Jeison Murillo            | 27 maggio 1992 (19 anni)    | 0     | 0    | Granada                |
| 20 | A    | José Adolfo Valencia      | 18 dicembre 1991 (19 anni)  | 0     | 0    | Santa Fe               |
| 21 | P    | Juan Sebastian Villate    | 14 febbraio 1991 (20 anni)  | 0     | 0    | Millonarios            |

### Franciaunder 20
Commissario tecnico:  Francis Smerecki
| N. | Pos. | Giocatore              | Data nascita (età)         | Pres. | Reti | Squadra       |
| -- | ---- | ---------------------- | -------------------------- | ----- | ---- | ------------- |
| 1  | P    | Pierrick Cros          | 23 giugno 1991 (20 anni)   | 3     | 0    | Sochaux       |
| 2  | D    | Loïc Nego              | 15 gennaio 1991 (20 anni)  | 10    | 0    | Nantes        |
| 3  | D    | Thomas Fontaine        | 5 febbraio 1991 (20 anni)  | 2     | 0    | Lyon          |
| 4  | D    | Florian Lejeune        | 20 maggio 1991 (20 anni)   | 5     | 1    | Istres        |
| 5  | D    | Sébastien Faure        | 3 gennaio 1991 (20 anni)   | 7     | 0    | Lyon          |
| 6  | C    | Clément Grenier        | 7 gennaio 1991 (20 anni)   | 4     | 2    | Lyon          |
| 7  | C    | Gaël Kakuta            | 21 giugno 1991 (20 anni)   | 4     | 0    | Chelsea       |
| 8  | C    | Gueïda Fofana (c)      | 16 maggio 1991 (20 anni)   | 5     | 0    | Le Havre      |
| 9  | A    | Yannis Tafer           | 11 febbraio 1991 (20 anni) | 10    | 3    | Lyon          |
| 10 | A    | Gilles Sunu            | 30 marzo 1991 (20 anni)    | 7     | 2    | Arsenal       |
| 11 | C    | Antoine Griezmann      | 21 marzo 1991 (20 anni)    | 1     | 0    | Real Sociedad |
| 12 | D    | Kalidou Koulibaly      | 20 giugno 1991 (20 anni)   | 4     | 0    | Metz          |
| 13 | C    | Francis Coquelin       | 13 maggio 1991 (20 anni)   | 5     | 0    | Arsenal       |
| 14 | D    | Timothée Kolodziejczak | 1º ottobre 1991 (19 anni)  | 5     | 0    | Nice          |
| 15 | D    | Lionel Carole          | 12 aprile 1991 (20 anni)   | 3     | 0    | Benfica       |
| 16 | P    | Lucas Veronese         | 6 febbraio 1991 (20 anni)  | 0     | 0    | Nice          |
| 17 | A    | Cédric Bakambu         | 11 aprile 1991 (20 anni)   | 7     | 2    | Sochaux       |
| 18 | D    | Maxime Colin           | 15 novembre 1991 (19 anni) | 5     | 0    | Boulogne      |
| 19 | A    | Alexandre Lacazette    | 28 maggio 1991 (20 anni)   | 5     | 4    | Lyon          |
| 20 | C    | Enzo Reale             | 7 ottobre 1991 (19 anni)   | 7     | 0    | Lyon          |
| 21 | P    | Jonathan Ligali        | 28 maggio 1991 (20 anni)   | 2     | 0    | Montpellier   |

### Maliunder 20
Commissario tecnico:  Cheick Fantamady Diallo
| N. | Pos. | Giocatore        | Data nascita (età)          | Pres. | Reti | Squadra             |
| -- | ---- | ---------------- | --------------------------- | ----- | ---- | ------------------- |
| 1  | P    | Cheick Sy        | 11 settembre 1992 (18 anni) |       |      | Djoliba AC          |
| 2  | C    | Amara Malle      | 12 maggio 1992 (19 anni)    |       |      | AS Bamako           |
| 3  | D    | Amara Konate     | 3 ottobre 1992 (18 anni)    |       |      | AS Bamako           |
| 4  | D    | Boubacar Sylla   | 4 maggio 1991 (19 anni)     |       |      | LB Châteauroux      |
| 5  | D    | Moussa Coulibaly | 12 luglio 1992 (18 anni)    |       |      | Stade Malien        |
| 6  | A    | Mohamed Konaté   | 10 agosto 1992 (18 anni)    |       |      | Djoliba AC          |
| 7  | C    | Cheick Diarra    | 2 novembre 1992 (18 anni)   |       |      | Stade Malien        |
| 8  | A    | Cheick Doumbia   | 8 ottobre 1991 (19 anni)    |       |      | Stade Tunisien      |
| 9  | C    | Kalifa Coulibaly | 8 settembre 1991 (19 anni)  |       |      | Paris Saint-Germain |
| 10 | C    | Adama Touré      | 8 aprile 1991 (19 anni)     |       |      | Paris Saint-Germain |
| 11 | D    | Bakary Dembele   | 4 settembre 1992 (18 anni)  |       |      | Stade Malien        |
| 12 | P    | Soumaila Sidibe  | 6 marzo 1992 (18 anni)      |       |      | Olympique Bamako    |
| 13 | C    | Kader Coulibaly  | 12 agosto 1991 (19 anni)    |       |      | AS Real Bamako      |
| 14 | A    | Seydou Diallo    | 2 maggio 1992 (18 anni)     |       |      | Djoliba AC          |
| 15 | D    | Mohamed Traoré   | 3 dicembre 1992 (18 anni)   |       |      | Olympique Bamako    |
| 16 | P    | Boubacar Togola  | 11 maggio 1992 (19 anni)    |       |      | Stade Malien        |
| 17 | D    | Kalil Diakite    | 12 marzo 1992 (18 anni)     |       |      | AS Korofina         |
| 18 | C    | Moussa Guindo    | 1º marzo 1991 (19 anni)     |       |      | Onze Créateurs      |
| 19 | C    | Ibrahima Diallo  | 2 dicembre 1991 (19 anni)   |       |      | Auxerre             |
| 20 | A    | Eric Kone        | 12 luglio 1993 (18 anni)    |       |      | Stella Club         |
| 21 | D    | Kalifa Traoré    | 2 aprile 1991 (19 anni)     |       |      | Paris Saint-Germain |

### Corea del Sudunder 20
Commissario tecnico:  Lee Kwang-jong
| N. | Pos. | Giocatore       | Data nascita (età)          | Pres. | Reti | Squadra                 |
| -- | ---- | --------------- | --------------------------- | ----- | ---- | ----------------------- |
| 1  | P    | No Dong-geon    | 4 ottobre 1991 (19 anni)    | 12    | 0    | Korea University        |
| 2  | C    | Rim Chang-woo   | 13 febbraio 1992 (19 anni)  | 3     | 0    | Ulsan Hyundai           |
| 3  | D    | Kim Jin-su      | 13 giugno 1992 (19 anni)    | 3     | 0    | Kyung Hee University    |
| 4  | C    | Lee Tae-ho      | 16 marzo 1991 (20 anni)     | 3     | 0    | Sungkyunkwan University |
| 5  | D    | Hwang Do-yeon   | 27 febbraio 1991 (20 anni)  | 11    | 1    | Chunnam Dragons         |
| 6  | C    | Choi Sung-keun  | 28 luglio 1991 (20 anni)    | 18    | 0    | Korea University        |
| 7  | C    | Kim Sun-min     | 12 dicembre 1991 (19 anni)  | ?     | ?    | Gainare Tottori         |
| 8  | A    | Baek Sung-dong  | 13 agosto 1991 (19 anni)    | 16    | 1    | Yonsei University       |
| 9  | A    | Lee Yong-jae    | 8 giugno 1991 (20 anni)     | 0     | 0    | Nantes                  |
| 10 | A    | Jung Seung-yong | 25 marzo 1991 (20 anni)     | 9     | 2    | Gyeongnam FC            |
| 11 | C    | Kim Kyung-jung  | 16 aprile 1991 (20 anni)    | 17    | 2    | Korea University        |
| 12 | D    | Min Sang-gi     | 27 agosto 1991 (19 anni)    | 1     | 0    | Suwon Samsung Bluewings |
| 13 | C    | Lee Ki-je       | 9 luglio 1991 (20 anni)     | 10    | 2    | Dongguk University      |
| 14 | C    | Kim Young-uk    | 29 aprile 1991 (20 anni)    | 22    | 0    | Chunnam Dragons         |
| 15 | A    | Nam Seung-woo   | 18 febbraio 1992 (19 anni)  | 9     | 1    | Yonsei University       |
| 16 | C    | Yun Il-lok      | 7 marzo 1992 (19 anni)      | 11    | 0    | Gyeongnam FC            |
| 17 | C    | Moon Sang-yun   | 9 gennaio 1991 (20 anni)    | 0     | 0    | Ajou University         |
| 18 | P    | Yang Han-bin    | 30 agosto 1991 (19 anni)    | 0     | 0    | Gangwon FC              |
| 19 | A    | Lee Jong-ho     | 24 febbraio 1992 (19 anni)  | 11    | 2    | Chunnam Dragons         |
| 20 | D    | Jang Hyun-soo   | 28 settembre 1991 (19 anni) | 21    | 3    | Yonsei University       |
| 21 | P    | Kim Jin-young   | 2 marzo 1992 (19 anni)      | 0     | 0    | Konkuk University       |

## Gruppo B

### Portogallounder 20
Commissario tecnico:  Ilídio Vale
| N. | Pos. | Giocatore       | Data nascita (età)          | Pres. | Reti | Squadra            |
| -- | ---- | --------------- | --------------------------- | ----- | ---- | ------------------ |
| 1  | P    | Mika            | 8 marzo 1991 (20 anni)      | 10    | 0    | Benfica            |
| 2  | C    | Pelé            | 29 settembre 1991 (19 anni) | 12    | 1    | Genoa              |
| 3  | D    | Tiago Ferreira  | 10 luglio 1993 (18 anni)    | 2     | 0    | Porto B            |
| 4  | D    | Nuno Reis (c)   | 31 gennaio 1991 (20 anni)   | 12    | 0    | Cercle Brugge      |
| 5  | D    | Roderick        | 30 marzo 1991 (20 anni)     | 8     | 0    | Benfica            |
| 6  | C    | Júlio Alves     | 26 giugno 1991 (20 anni)    | 10    | 0    | Atlético Madrid    |
| 7  | A    | Nélson Oliveira | 8 agosto 1991 (19 anni)     | 12    | 5    | Benfica            |
| 8  | D    | Cédric Soares   | 31 agosto 1991 (19 anni)    | 11    | 0    | Académica          |
| 9  | A    | Amido Baldé     | 16 maggio 1991 (20 anni)    | 9     | 2    | Cercle Brugge      |
| 10 | C    | Lassana Camará  | 29 dicembre 1991 (19 anni)  | 10    | 0    | Real Valladolid    |
| 11 | A    | Caetano         | 20 aprile 1991 (20 anni)    | 10    | 0    | Paços de Ferreira  |
| 12 | P    | Tiago Maia      | 18 settembre 1992 (18 anni) | 1     | 0    | Santa Clara        |
| 13 | D    | Luís Martins    | 10 giugno 1992 (19 anni)    | 5     | 1    | Benfica            |
| 14 | A    | Alex            | 27 agosto 1991 (19 anni)    | 11    | 1    | Santa Clara        |
| 15 | C    | Danilo Pereira  | 9 settembre 1991 (19 anni)  | 12    | 2    | Parma              |
| 16 | D    | Serginho        | 21 febbraio 1991 (20 anni)  | 6     | 0    | Beira-Mar          |
| 17 | C    | Sérgio Oliveira | 2 giugno 1992 (19 anni)     | 11    | 1    | Beira-Mar          |
| 18 | C    | Ricardo Dias    | 25 febbraio 1991 (20 anni)  | 6     | 0    | Beira-Mar          |
| 19 | P    | Luís Ribeiro    | 19 aprile 1992 (19 anni)    | 1     | 0    | Sertanense         |
| 20 | D    | Mário Rui       | 27 maggio 1991 (20 anni)    | 12    | 0    | Gubbio             |
| 21 | A    | Rafael Lopes    | 28 luglio 1991 (20 anni)    | 7     | 1    | Vitória de Setúbal |

### Uruguayunder 20
Commissario tecnico:  Juan Verzeri
| N. | Pos. | Giocatore               | Data nascita (età)         | Pres. | Reti | Squadra              |
| -- | ---- | ----------------------- | -------------------------- | ----- | ---- | -------------------- |
| 1  | P    | Salvador Ichazo         | 1º febbraio 1992 (18 anni) |       |      | Danubio              |
| 2  | D    | Federico Platero        | 2 luglio 1991 (20 anni)    |       |      | Defensor Sporting    |
| 3  | D    | Diego Polenta           | 2 giugno 1992 (19 anni)    |       |      | Genoa                |
| 4  | D    | Guillermo de los Santos | 2 marzo 1991 (19 anni)     |       |      | Cerro                |
| 5  | C    | Ángel Cayetano          | 1º agosto 1991 (19 anni)   |       |      | Danubio              |
| 6  | D    | Leandro Cabrera         | 6 maggio 1991 (19 anni)    |       |      | Numancia             |
| 7  | A    | Adrián Luna             | 4 dicembre 1992 (18 anni)  |       |      | Espanyol             |
| 8  | C    | Matías Vecino           | 8 dicembre 1991 (19 anni)  |       |      | Nacional             |
| 9  | A    | Federico Rodríguez      | 3 aprile 1991 (20 anni)    |       |      | Bologna              |
| 10 | C    | Pablo Ceppelini         | 9 novembre 1991 (19 anni)  |       |      | Cagliari             |
| 11 | A    | David Texeira           | 2 marzo 1991 (19 anni)     |       |      | Defensor Sporting    |
| 12 | P    | Leandro Gelpi           | 2 marzo 1991 (19 anni)     |       |      | Peñarol              |
| 13 | D    | Maximiliano Olivera     | 3 maggio 1992 (19 anni)    |       |      | Montevideo Wanderers |
| 14 | D    | Ramón Arias             | 7 marzo 1992 (18 anni)     |       |      | Defensor Sporting    |
| 15 | C    | Santiago Martínez       | 7 giugno 1991 (19 anni)    |       |      | Montevideo Wanderers |
| 16 | C    | Nicolás Prieto          | 9 maggio 1992 (19 anni)    |       |      | Nacional             |
| 17 | D    | Yefferson Moreira       | 3 luglio 1991 (20 anni)    |       |      | Peñarol              |
| 18 | C    | Camilo Mayada           | 1º agosto 1991 (19 anni)   |       |      | Danubio              |
| 19 | A    | Diego Rolán             | 3 dicembre 1993 (17 anni)  |       |      | Defensor Sporting    |
| 20 | A    | Ignacio Lores Varela    | 4 febbraio 1991 (19 anni)  |       |      | Defensor Sporting    |
| 21 | P    | Jhonny da Silva         | 8 settembre 1991 (19 anni) |       |      | Tacuarembó           |

### Camerununder 20
Commissario tecnico:  Martin Mpile Ndtoungou
| N. | Pos. | Giocatore          | Data nascita (età)          | Pres. | Reti | Squadra                   |
| -- | ---- | ------------------ | --------------------------- | ----- | ---- | ------------------------- |
| 1  | P    | Thierry Tangouatio | 4 maggio 1992 (19 anni)     |       |      | Sable de Batié            |
| 2  | D    | Eric Nyatchou      | 3 giugno 1991 (20 anni)     |       |      | Strasburgo                |
| 3  | D    | Ambroise Oyongo    | 22 giugno 1991 (20 anni)    |       |      | Cotonsport FC             |
| 4  | D    | Yaya Banana        | 29 luglio 1991 (20 anni)    |       |      | Espérance de Tunis        |
| 5  | D    | Ghislain Mvom      | 23 ottobre 1992 (18 anni)   |       |      | Les Astres FC             |
| 6  | D    | Idriss Nguessi     | 2 maggio 1992 (19 anni)     |       |      | Etoa Meki FC              |
| 7  | C    | Edgar Salli        | 17 agosto 1992 (18 anni)    |       |      | Cotonsport FC             |
| 8  | C    | Emmanuel Mbongo    | 13 marzo 1993 (18 anni)     |       |      | Cotonsport FC             |
| 9  | A    | Franck Ohandza     | 28 settembre 1991 (19 anni) |       |      | Buriram PEA F.C.          |
| 10 | C    | Clarence Bitang    | 2 settembre 1992 (18 anni)  |       |      | Buriram PEA F.C.          |
| 11 | A    | Yannick Makota     | 20 gennaio 1992 (19 anni)   |       |      | AS Nancy                  |
| 12 | C    | Franck Kom         | 18 settembre 1991 (19 anni) |       |      | Panthère FC               |
| 13 | D    | Serge Leuko        | 4 agosto 1993 (17 anni)     |       |      | Torre Levante             |
| 14 | C    | Yazid Atouba       | 2 gennaio 1993 (18 anni)    |       |      | Canon Yaoundé             |
| 15 | D    | Maxime Mengue      | 17 novembre 1991 (19 anni)  |       |      | Canon Yaoundé             |
| 16 | P    | Jean Efala         | 11 agosto 1992 (18 anni)    |       |      | Fovu                      |
| 17 | D    | Jushua Mbuluba     | 15 gennaio 1992 (19 anni)   |       |      | Renaissance FC de Ngoumou |
| 18 | C    | Hervé Mbega        | 5 gennaio 1994 (17 anni)    |       |      | Mallorca B                |
| 19 | A    | Christ Mbondi      | 2 febbraio 1992 (19 anni)   |       |      | Sion                      |
| 20 | A    | Eric Same          | 23 febbraio 1993 (18 anni)  |       |      | Huracán Valencia          |
| 21 | P    | Eric Ngana         | 3 ottobre 1992 (18 anni)    |       |      | Renaissance FC de Ngoumou |

### Nuova Zelandaunder 20
Commissario tecnico:  Chris Milicich
| N. | Pos. | Giocatore        | Data nascita (età)          | Pres. | Reti | Squadra            |
| -- | ---- | ---------------- | --------------------------- | ----- | ---- | ------------------ |
| 1  | P    | Stefan Marinovic | 10 luglio 1991 (20 anni)    | 7     | 0    | SV Wehen Wiesbaden |
| 2  | C    | Andrew Bevin     | 16 maggio 1992 (19 anni)    | 6     | 3    | Napier City Rovers |
| 3  | D    | Nick Branch      | 28 gennaio 1991 (20 anni)   | 7     | 4    | Central United     |
| 4  | C    | Ryan Cain        | 7 dicembre 1992 (18 anni)   | 6     | 1    | Western Suburbs FC |
| 5  | C    | Sean Lovemore    | 8 giugno 1992 (19 anni)     | 3     | 0    | Onehunga Sports    |
| 6  | D    | Nikko Boxall     | 24 febbraio 1992 (19 anni)  | 4     | 0    | Central United     |
| 7  | C    | Cameron Lindsay  | 21 dicembre 1992 (18 anni)  | 2     | 1    | Blackburn          |
| 8  | A    | Ethan Galbraith  | 25 agosto 1991 (19 anni)    | 4     | 1    | Lower Hutt City    |
| 9  | A    | Tim Payne        | 10 gennaio 1994 (17 anni)   | 0     | 0    | Waitakere United   |
| 10 | D    | Anthony Hobbs    | 6 aprile 1991 (20 anni)     | 7     | 0    | Waitakere United   |
| 11 | A    | Dakota Lucas     | 26 luglio 1991 (20 anni)    | 7     | 5    | Waitakere United   |
| 12 | A    | Andrew Milne     | 1º marzo 1992 (19 anni)     | 4     | 0    | Auckland City FC   |
| 13 | C    | Colin Murphy     | 19 marzo 1991 (20 anni)     | 3     | 0    | Onehunga Sports    |
| 14 | D    | James Musa       | 1º aprile 1992 (19 anni)    | 7     | 3    | Svincolato         |
| 15 | C    | Marco Rojas      | 5 novembre 1991 (19 anni)   | 7     | 4    | Melbourne Victory  |
| 16 | D    | Lukas Rowe       | 16 settembre 1992 (18 anni) | 3     | 0    | Birmingham City    |
| 17 | A    | Mikey Kramer     | 12 luglio 1991 (20 anni)    | 0     | 0    | Melville United    |
| 18 | P    | Scott Basalaj    | 19 aprile 1994 (17 anni)    | 0     | 0    | Lower Hutt City    |
| 19 | D    | Liam Higgins     | 27 settembre 1993 (17 anni) | 0     | 0    | Lower Hutt City    |
| 20 | C    | Adam Thomas      | 1º aprile 1992 (19 anni)    | 5     | 1    | Melville United    |
| 21 | P    | Coey Turipa      | 12 febbraio 1992 (19 anni)  | 0     | 0    | Brisbane Wolves    |

## Gruppo C

### Australiaunder 20
Commissario tecnico:  Jan Versleijen
| N. | Pos. | Giocatore           | Data nascita (età)          | Pres. | Reti | Squadra                |
| -- | ---- | ------------------- | --------------------------- | ----- | ---- | ---------------------- |
| 1  | P    | Mark Birighitti     | 17 aprile 1991 (20 anni)    | 29    | 0    | Adelaide United        |
| 2  | C    | Rhyan Grant         | 26 febbraio 1991 (20 anni)  | 19    | 0    | Sydney FC              |
| 3  | D    | Dylan McGowan       | 6 luglio 1991 (19 anni)     | 21    | 4    | Gold Coast United      |
| 4  | D    | Trent Sainsbury     | 5 gennaio 1992 (19 anni)    | 5     | 0    | Central Coast Mariners |
| 5  | D    | Marc Warren         | 11 febbraio 1992 (19 anni)  | 9     | 0    | Sheffield United       |
| 6  | C    | Ben Kantarovski (C) | 20 gennaio 1992 (19 anni)   | 22    | 2    | Newcastle Jets         |
| 7  | A    | Kofi Danning        | 3 febbraio 1991 (20 anni)   | 26    | 3    | Brisbane Roar          |
| 8  | C    | Terry Antonis       | 26 novembre 1993 (17 anni)  | 6     | 1    | Sydney FC              |
| 9  | A    | Kerem Bulut         | 3 febbraio 1992 (19 anni)   | 11    | 9    | FK Mladá Boleslav      |
| 10 | C    | Mustafa Amini       | 20 aprile 1993 (18 anni)    | 13    | 3    | Central Coast Mariners |
| 11 | A    | Thomas Oar          | 10 dicembre 1991 (19 anni)  | 29    | 2    | Utrecht                |
| 12 | P    | Nick Feely          | 1º gennaio 1992 (19 anni)   | 0     | 0    | Celtic                 |
| 13 | A    | Matthew Fletcher    | 1º giugno 1992 (19 anni)    | 11    | 2    | Svincolato             |
| 14 | A    | Corey Gameiro       | 1º gennaio 1993 (18 anni)   | 1     | 0    | Fulham                 |
| 15 | D    | Brendan Hamill      | 18 settembre 1992 (18 anni) | 11    | 1    | Melbourne Heart        |
| 16 | D    | Petar Franjic       | 7 aprile 1992 (19 anni)     | 9     | 1    | Melbourne Victory      |
| 17 | D    | Sam Gallagher       | 5 maggio 1991 (20 anni)     | 16    | 1    | Central Coast Mariners |
| 18 | P    | Matt Acton          | 3 giugno 1992 (19 anni)     | 2     | 0    | Brisbane Roar          |
| 19 | A    | Bernie Ibini-Isei   | 12 settembre 1992 (18 anni) | 2     | 1    | Central Coast Mariners |
| 20 | C    | Jake Barker-Daish   | 7 maggio 1993 (18 anni)     | 2     | 0    | Gold Coast United      |
| 21 | A    | Dimitri Petratos    | 10 novembre 1992 (18 anni)  | 6     | 2    | Sydney FC              |

### Ecuadorunder 20
Commissario tecnico:  Sixto Vizuete
| N. | Pos. | Giocatore          | Data nascita (età)          | Pres. | Reti | Squadra                  |
| -- | ---- | ------------------ | --------------------------- | ----- | ---- | ------------------------ |
| 1  | P    | John Jaramillo     | 15 settembre 1991 (19 anni) | 0     | 0    | LDU Quito                |
| 2  | D    | Mario Pineida      | 6 luglio 1992 (19 anni)     | 0     | 0    | Independiente José Terán |
| 3  | D    | John Narváez       | 12 giugno 1991 (20 anni)    | 0     | 0    | Deportivo Cuenca         |
| 4  | D    | Wilson Morante     | 12 febbraio 1991 (20 anni)  | 0     | 0    | Emelec                   |
| 5  | C    | Dennys Quiñónez    | 12 marzo 1992 (19 anni)     | 20    | 0    | Barcelona                |
| 6  | D    | Edder Fuertes      | 27 marzo 1992 (19 anni)     | 0     | 0    | El Nacional              |
| 7  | C    | Fernando Gaibor    | 8 ottobre 1991 (19 anni)    | 0     | 0    | Emelec                   |
| 8  | C    | Yeison Ordóñez     | 15 marzo 1992 (19 anni)     | 0     | 0    | Independiente José Terán |
| 9  | A    | Marlon de Jesús    | 9 aprile 1991 (20 anni)     | 4     | 0    | Deportivo Quito          |
| 10 | A    | Juan Govea         | 27 gennaio 1991 (20 anni)   | 0     | 0    | Deportivo Cuenca         |
| 11 | C    | Marcos Caicedo     | 11 ottobre 1991 (19 anni)   | 0     | 0    | Emelec                   |
| 12 | P    | Johan Padilla      | 14 agosto 1992 (18 anni)    | 0     | 0    | Independiente José Terán |
| 13 | A    | Edson Montaño      | 15 marzo 1991 (20 anni)     | 0     | 0    | Gent                     |
| 14 | C    | Dixon Arroyo       | 1º giugno 1992 (19 anni)    | 0     | 0    | Deportivo Quito          |
| 15 | C    | Juan Cazares       | 3 aprile 1992 (19 anni)     | 0     | 0    | River Plate              |
| 16 | D    | Christian Cruz     | 1º agosto 1992 (18 anni)    | 0     | 0    | Barcelona                |
| 17 | A    | Jorge Cuesta       | 25 febbraio 1992 (19 anni)  | 0     | 0    | Deportivo Cuenca         |
| 18 | C    | Danny Luna         | 25 maggio 1991 (20 anni)    | 0     | 0    | Rocafuerte               |
| 19 | C    | Brayan De la Torre | 11 gennaio 1991 (20 anni)   | 0     | 0    | Barcelona                |
| 20 | C    | Andrés Oña         | 30 ottobre 1992 (18 anni)   | 0     | 0    | Independiente José Terán |
| 21 | P    | Fredy Carcelén     | 4 settembre 1993 (17 anni)  | 0     | 0    | El Nacional              |

### Costa Ricaunder 20
Commissario tecnico:  Rónald González
| N. | Pos. | Giocatore       | Data nascita (età)          | Pres. | Reti | Squadra           |
| -- | ---- | --------------- | --------------------------- | ----- | ---- | ----------------- |
| 1  | P    | Mauricio Vargas | 10 agosto 1992 (18 anni)    |       |      | Albacete Balompié |
| 2  | D    | Jordan Smith    | 23 aprile 1991 (20 anni)    |       |      | Le Havre          |
| 3  | D    | Keyner Brown    | 30 dicembre 1991 (19 anni)  |       |      | Orión             |
| 4  | D    | Ariel Contreras | 5 ottobre 1991 (19 anni)    |       |      | Saprissa          |
| 5  | C    | Rafael Chávez   | 15 gennaio 1991 (20 anni)   |       |      | Saprissa          |
| 6  | A    | John Jairo Ruiz | 10 gennaio 1994 (17 anni)   |       |      | Saprissa          |
| 7  | A    | Mynor Escoe     | 4 giugno 1991 (20 anni)     |       |      | Lorient           |
| 8  | C    | Juan Bustos     | 9 luglio 1992 (19 anni)     |       |      | Saprissa          |
| 9  | A    | Joshua Díaz     | 14 febbraio 1991 (20 anni)  |       |      | Puntarenas        |
| 10 | A    | Joel Campbell   | 26 giugno 1992 (19 anni)    |       |      | Saprissa          |
| 11 | A    | Bryan Vega      | 27 maggio 1991 (20 anni)    |       |      | Orión             |
| 12 | C    | Diego Calvo     | 25 marzo 1991 (20 anni)     |       |      | Alajuelense       |
| 13 | P    | Kevin Briceño   | 21 ottobre 1991 (19 anni)   |       |      | Orión             |
| 14 | A    | Vianney Blanco  | 1º settembre 1992 (18 anni) |       |      | Alajuelense       |
| 15 | D    | Joseph Mora     | 15 gennaio 1993 (18 anni)   |       |      | Alajuelense       |
| 16 | D    | Ariel Soto      | 14 maggio 1992 (19 anni)    |       |      | Orión             |
| 17 | C    | Yeltsin Tejeda  | 17 marzo 1992 (19 anni)     |       |      | Saprissa          |
| 18 | P    | Aarón Cruz      | 25 maggio 1991 (20 anni)    |       |      | San Carlos        |
| 19 | A    | Deyver Vega     | 19 settembre 1992 (18 anni) |       |      | Saprissa          |
| 20 | D    | Francisco Calvo | 8 luglio 1992 (19 anni)     |       |      | Svincolato        |
| 21 | A    | Pablo Martínez  | 14 gennaio 1992 (19 anni)   |       |      | Alajuelense       |

### Spagnaunder 20
Commissario tecnico:  Julen Lopetegui
| N. | Pos. | Giocatore         | Data nascita (età)          | Pres. | Reti | Squadra         |
| -- | ---- | ----------------- | --------------------------- | ----- | ---- | --------------- |
| 1  | P    | Álex Sánchez      | 3 febbraio 1991 (20 anni)   | 1     | 0    | Zaragoza        |
| 2  | D    | Hugo Mallo        | 22 giugno 1991 (20 anni)    | 0     | 0    | Celta           |
| 3  | D    | Antonio Luna      | 17 marzo 1991 (20 anni)     | 1     | 0    | Sevilla         |
| 4  | D    | Marc Bartra (c)   | 15 gennaio 1991 (20 anni)   | 1     | 0    | Barcellona      |
| 5  | D    | Jorge Pulido      | 8 aprile 1991 (20 anni)     | 1     | 0    | Atlético Madrid |
| 6  | C    | Oriol Romeu       | 24 settembre 1991 (19 anni) | 3     | 0    | Barcellona      |
| 7  | C    | Kiko Femenía      | 2 febbraio 1991 (20 anni)   | 1     | 0    | Barcellona      |
| 8  | C    | Recio             | 11 gennaio 1991 (20 anni)   | 1     | 0    | Málaga          |
| 9  | A    | Rodrigo Moreno    | 6 marzo 1991 (20 anni)      | 1     | 0    | Benfica         |
| 10 | C    | Sergio Canales    | 16 febbraio 1991 (20 anni)  | 0     | 0    | Real Madrid     |
| 11 | A    | Daniel Pacheco    | 5 gennaio 1991 (20 anni)    | 0     | 0    | Liverpool       |
| 12 | D    | Carles Planas     | 4 marzo 1991 (20 anni)      | 0     | 0    | Barcellona      |
| 13 | P    | Aitor Fernández   | 3 maggio 1991 (20 anni)     | 1     | 0    | Athletic Bilbao |
| 14 | D    | Jordi Amat        | 21 marzo 1992 (19 anni)     | 1     | 0    | Espanyol        |
| 15 | A    | Isco              | 21 aprile 1992 (19 anni)    | 1     | 0    | Málaga          |
| 16 | C    | Koke              | 8 gennaio 1992 (19 anni)    | 0     | 0    | Atlético Madrid |
| 17 | C    | Sergi Roberto     | 7 febbraio 1992 (19 anni)   | 1     | 0    | Barcellona      |
| 18 | C    | Cristian Tello    | 11 agosto 1991 (19 anni)    | 1     | 1    | Barcellona      |
| 19 | C    | Ezequiel Calvente | 12 gennaio 1991 (20 anni)   | 1     | 0    | Betis           |
| 20 | A    | Álvaro Vázquez    | 27 aprile 1991 (20 anni)    | 1     | 0    | Espanyol        |
| 21 | P    | Fernando Pacheco  | 18 maggio 1992 (19 anni)    | 0     | 0    | Real Madrid     |

## Gruppo D

### Croaziaunder 20
Commissario tecnico:  Ivan Grnja
| N. | Pos. | Giocatore            | Data nascita (età)         | Pres. | Reti | Squadra         |
| -- | ---- | -------------------- | -------------------------- | ----- | ---- | --------------- |
| 1  | P    | Matej Delač          | 20 agosto 1992 (18 anni)   | 1     | 0    | Chelsea         |
| 2  | D    | Ivor Horvat          | 19 agosto 1991 (19 anni)   | 1     | 0    | Lokomotiva      |
| 3  | D    | Dejan Glavica        | 20 agosto 1991 (19 anni)   | 1     | 0    | Varaždin        |
| 4  | C    | Franko Andrijašević  | 22 giugno 1991 (20 anni)   | 1     | 0    | Hajduk Split    |
| 5  | D    | Renato Kelić         | 31 marzo 1991 (20 anni)    | 0     | 0    | Slovan Liberec  |
| 6  | D    | Tomislav Glumac      | 14 maggio 1991 (20 anni)   | 1     | 0    | Hajduk Split    |
| 7  | C    | Zvonko Pamić         | 4 febbraio 1991 (20 anni)  | 0     | 0    | Duisburg        |
| 8  | C    | Arijan Ademi         | 29 maggio 1991 (20 anni)   | 0     | 0    | Dinamo Zagabria |
| 9  | A    | Andrej Kramarić      | 19 giugno 1991 (20 anni)   | 0     | 0    | Dinamo Zagabria |
| 10 | C    | Filip Ozobić         | 8 aprile 1991 (20 anni)    | 6     | 0    | Spartak Mosca   |
| 11 | C    | Mario Tičinović      | 20 agosto 1991 (19 anni)   | 4     | 1    | Hajduk Split    |
| 12 | P    | Dominik Picak        | 12 febbraio 1992 (19 anni) | 0     | 0    | Dinamo Zagabria |
| 13 | D    | Marko Lešković       | 27 aprile 1991 (20 anni)   | 1     | 1    | Osijek          |
| 14 | C    | Roberto Punčec       | 27 ottobre 1991 (19 anni)  | 0     | 0    | Varaždin        |
| 15 | A    | Antonio Jakoliš      | 28 febbraio 1992 (19 anni) | 0     | 0    | Šibenik         |
| 16 | C    | Frano Mlinar         | 30 marzo 1992 (19 anni)    | 0     | 0    | Lokomotiva      |
| 17 | A    | Anton Maglica        | 11 novembre 1991 (19 anni) | 0     | 0    | Osijek          |
| 18 | A    | Ivan Lendrić         | 8 agosto 1991 (19 anni)    | 0     | 0    | Hajduk Split    |
| 19 | A    | Marin Zulim          | 26 ottobre 1991 (19 anni)  | 0     | 0    | Hajduk Split    |
| 20 | A    | Ivan Blažević        | 25 luglio 1992 (19 anni)   | 0     | 0    | Inter Zaprešic  |
| 21 | P    | Michael Paradžikovic | 9 gennaio 1991 (20 anni)   | 0     | 0    | Cibalia         |

### Arabia Sauditaunder 20
Commissario tecnico:  Khalid Al-Koroni
| N. | Pos. | Giocatore           | Data nascita (età)          | Pres. | Reti | Squadra     |
| -- | ---- | ------------------- | --------------------------- | ----- | ---- | ----------- |
| 1  | P    | Abdullah Al-Sudairy | 2 febbraio 1992 (19 anni)   |       |      | Al-Hilal    |
| 2  | D    | Saleh Al-Qumaizy    | 30 ottobre 1991 (19 anni)   |       |      | Al-Shabab   |
| 3  | D    | Salem Al-Dawsari    | 19 agosto 1991 (19 anni)    |       |      | Al-Hilal    |
| 4  | D    | Mohammed Al-Fatil   | 4 gennaio 1992 (19 anni)    |       |      | Al-Ahli     |
| 5  | D    | Abdullah Al-Hafith  | 25 dicembre 1992 (18 anni)  |       |      | Al-Ittifaq  |
| 6  | D    | Ali Al-Zubaidi      | 4 gennaio 1993 (18 anni)    |       |      | Al-Ittifaq  |
| 7  | A    | Yahya Dagriri       | 13 agosto 1991 (19 anni)    |       |      | Al-Ittihad  |
| 8  | C    | Abdulaziz Al-Aazmi  | 6 febbraio 1991 (20 anni)   |       |      | Al Nasr     |
| 9  | A    | Fahad Al-Muwallad   | 14 settembre 1994 (16 anni) |       |      | Al-Ittihad  |
| 10 | C    | Abduelalh Al-Nassar | 6 luglio 1991 (20 anni)     |       |      | Al Nasr     |
| 11 | C    | Ibrahim Al-Ibrahim  | 3 giugno 1992 (19 anni)     |       |      | Al-Ittifaq  |
| 12 | C    | Maan Khodari        | 13 dicembre 1991 (19 anni)  |       |      | Al-Ittihad  |
| 13 | D    | Yasir Al-Shahrani   | 25 maggio 1992 (19 anni)    |       |      | Al-Qadisiya |
| 14 | C    | Abdullah Otayf      | 3 agosto 1992 (18 anni)     |       |      | Louletano   |
| 15 | C    | Mustafa Al-Bassas   | 2 giugno 1993 (18 anni)     |       |      | Al-Ahli     |
| 16 | P    | Fawaz Al-Qarni      | 2 aprile 1992 (19 anni)     |       |      | Al-Ittihad  |
| 17 | A    | Mohammed Majrashi   | 20 maggio 1991 (20 anni)    |       |      | Al-Ahli     |
| 18 | D    | Motaz Hawsawi       | 17 febbraio 1992 (19 anni)  |       |      | Al-Ahli     |
| 19 | A    | Fahad Al-Johani     | 26 ottobre 1991 (19 anni)   |       |      | Al-Hilal    |
| 20 | C    | Yasir Al-Fahmi      | 20 dicembre 1991 (19 anni)  |       |      | Al-Ahli     |
| 21 | P    | Fawaz Al-Khaibari   | 6 gennaio 1992 (19 anni)    |       |      | Al-Ittihad  |

### Nigeriaunder 20
Commissario tecnico:  John Obuh
| N. | Pos. | Giocatore         | Data nascita (età)          | Pres. | Reti | Squadra              |
| -- | ---- | ----------------- | --------------------------- | ----- | ---- | -------------------- |
| 1  | P    | Dami Paul         | 18 dicembre 1992 (18 anni)  |       |      | Nasarawa United F.C. |
| 2  | D    | Terna Suswam      | 5 settembre 1991 (19 anni)  |       |      | Vitória de Setúbal   |
| 3  | C    | Omoh Ojabu        | 14 dicembre 1992 (18 anni)  |       |      | Dolphins             |
| 4  | C    | Sani Tahir        | 25 agosto 1992 (18 anni)    |       |      | Vejle                |
| 5  | D    | Kenneth Omeruo    | 17 ottobre 1993 (17 anni)   |       |      | Standard Liegi       |
| 6  | D    | Ganiu Ogungbe     | 12 settembre 1992 (18 anni) |       |      | Gateway F.C.         |
| 7  | A    | Ahmed Musa        | 14 ottobre 1992 (18 anni)   |       |      | VVV-Venlo            |
| 8  | A    | Maduabuchi Ejike  | 1º gennaio 1993 (18 anni)   |       |      | Sharks FC            |
| 9  | A    | Olarenwaju Kayode | 8 maggio 1993 (18 anni)     |       |      | ASEC Mimosas         |
| 10 | C    | Abdul Ajagun      | 10 febbraio 1993 (18 anni)  |       |      | Dolphins             |
| 11 | A    | Terry Envoh       | 12 dicembre 1992 (18 anni)  |       |      | Sharks F.C.          |
| 12 | A    | Uche Nwofor       | 17 settembre 1991 (19 anni) |       |      | Enugu Rangers        |
| 13 | D    | Emmanuel Anyanwu  | 15 novembre 1991 (19 anni)  |       |      | Enyimba Aba          |
| 14 | A    | Sani Emmanuel     | 23 dicembre 1992 (18 anni)  |       |      | Lazio                |
| 15 | C    | Philemon Daniel   | 20 novembre 1992 (18 anni)  |       |      | Kwara United F.C.    |
| 16 | P    | Gideon Gambo      | 15 novembre 1992 (18 anni)  |       |      | Sharks FC            |
| 17 | D    | Felix Udoh        | 28 dicembre 1993 (17 anni)  |       |      | First Bank F.C.      |
| 18 | A    | Edafe Egbedi      | 5 agosto 1993 (17 anni)     |       |      | Svincolato           |
| 19 | D    | Chiemezie Mbah    | 10 novembre 1992 (18 anni)  |       |      | Warri Wolves         |
| 20 | C    | Ramón Azeez       | 12 dicembre 1992 (18 anni)  |       |      | Almería              |
| 21 | P    | Kazim Yekini      | 1º dicembre 1992 (18 anni)  |       |      | Kwara United         |

### Guatemalaunder 20
Commissario tecnico:  Ever Almeida
| N. | Pos. | Giocatore            | Data nascita (età)         | Pres. | Reti | Squadra                |
| -- | ---- | -------------------- | -------------------------- | ----- | ---- | ---------------------- |
| 1  | P    | Roberto Padilla      | 9 luglio 1993 (18 anni)    |       |      | Comunicaciones         |
| 2  | D    | José Andrade         | 11 aprile 1991 (20 anni)   |       |      | Cobán Imperial         |
| 3  | D    | Manuel Moreno        | 18 giugno 1991 (20 anni)   |       |      | Juventud Retalteca     |
| 4  | D    | William Ramírez      | 21 aprile 1991 (20 anni)   |       |      | Nueva Concepción       |
| 5  | D    | Elías Vásquez (c)    | 18 giugno 1992 (19 anni)   |       |      | Comunicaciones         |
| 6  | C    | José Del Águila      | 7 marzo 1991 (20 anni)     |       |      | Comunicaciones         |
| 7  | C    | Marvin Ceballos      | 22 aprile 1992 (19 anni)   |       |      | Comunicaciones         |
| 8  | C    | José Carlos Castillo | 18 febbraio 1992 (19 anni) |       |      | VCU Rams               |
| 9  | A    | Henry López          | 8 agosto 1992 (18 anni)    |       |      | Esporte Clube Noroeste |
| 10 | C    | Kevin Norales        | 26 gennaio 1991 (20 anni)  |       |      | Deportivo Marquense    |
| 11 | C    | Kendel Herrarte      | 6 aprile 1992 (19 anni)    |       |      | Comunicaciones         |
| 12 | P    | José Carlos Morales  | 14 febbraio 1991 (20 anni) |       |      | La Gomera              |
| 13 | A    | José Eduardo Melgar  | 12 gennaio 1991 (20 anni)  |       |      | Juventud Escuintleca   |
| 14 | D    | José Lémus           | 5 dicembre 1992 (18 anni)  |       |      | Comunicaciones         |
| 15 | D    | Sixto Betancourt     | 16 maggio 1992 (19 anni)   |       |      | Deportivo Marquense    |
| 16 | C    | Cristian Lima        | 2 ottobre 1992 (18 anni)   |       |      | Jalapa                 |
| 17 | C    | Marco Rivas          | 2 aprile 1991 (20 anni)    |       |      | Municipal              |
| 18 | A    | Abner Bonilla        | 5 ottobre 1991 (19 anni)   |       |      | Juventud Escuintleca   |
| 19 | D    | Walter Arriola       | 20 ottobre 1992 (18 anni)  |       |      | Deportivo Cahabón      |
| 20 | A    | Gerson Lima          | 10 novembre 1992 (18 anni) |       |      | Jalapa                 |
| 21 | P    | José Carlos García   | 16 febbraio 1993 (18 anni) |       |      | Nueva Concepción       |

## Gruppo E

### Brasileunder 20
Commissario tecnico:  Ney Franco
| N. | Pos. | Giocatore         | Data nascita (età)          | Pres. | Reti | Squadra        |
| -- | ---- | ----------------- | --------------------------- | ----- | ---- | -------------- |
| 1  | P    | Gabriel           | 27 settembre 1992 (18 anni) | 8     | 0    | Cruzeiro       |
| 2  | D    | Danilo            | 15 luglio 1991 (20 anni)    | 8     | 1    | Santos         |
| 3  | D    | Bruno Uvini       | 3 giugno 1991 (20 anni)     | 6     | 0    | São Paulo      |
| 4  | D    | Juan Jesus        | 10 giugno 1991 (20 anni)    | 7     | 0    | Internacional  |
| 5  | C    | Fernando          | 3 marzo 1992 (19 anni)      | 8     | 0    | Grêmio         |
| 6  | D    | Alex Sandro       | 26 gennaio 1991 (20 anni)   | 9     | 0    | Santos         |
| 7  | C    | Dudu              | 7 gennaio 1992 (19 anni)    | 0     | 0    | Cruzeiro       |
| 8  | C    | Casemiro          | 15 marzo 1992 (19 anni)     | 8     | 3    | São Paulo      |
| 9  | A    | Willian José      | 23 novembre 1991 (19 anni)  | 8     | 3    | São Paulo      |
| 10 | C    | Philippe Coutinho | 12 giugno 1992 (19 anni)    | 0     | 0    | Internazionale |
| 11 | C    | Oscar             | 9 settembre 1991 (19 anni)  | 9     | 0    | Internacional  |
| 12 | P    | César             | 27 gennaio 1992 (19 anni)   | 0     | 0    | Flamengo       |
| 13 | D    | Frauches          | 28 settembre 1992 (18 anni) | 0     | 0    | Flamengo       |
| 14 | C    | Allan             | 8 gennaio 1992 (19 anni)    | 0     | 0    | Vasco da Gama  |
| 15 | D    | Romário Leiria    | 28 giugno 1992 (19 anni)    | 4     | 0    | Internacional  |
| 16 | D    | Gabriel Silva     | 13 maggio 1991 (20 anni)    | 2     | 0    | Palmeiras      |
| 17 | D    | Galhardo          | 30 ottobre 1991 (19 anni)   | 7     | 0    | Flamengo       |
| 18 | C    | Alan Patrick      | 13 maggio 1991 (20 anni)    | 3     | 0    | Šachtar        |
| 19 | A    | Henrique Almeida  | 27 maggio 1991 (20 anni)    | 6     | 2    | São Paulo      |
| 20 | A    | Negueba           | 7 marzo 1992 (19 anni)      | 0     | 0    | Flamengo       |
| 21 | P    | Aleks             | 20 febbraio 1991 (20 anni)  | 1     | 0    | Avaí           |

### Egittounder 20
Commissario tecnico:  Diaa El-Sayed
| N. | Pos. | Giocatore          | Data nascita (età)          | Pres. | Reti | Squadra              |
| -- | ---- | ------------------ | --------------------------- | ----- | ---- | -------------------- |
| 1  | P    | Ahmed El-Shenawy   | 14 maggio 1991 (20 anni)    | 9     | 0    | Al-Masry             |
| 2  | D    | Mahmoud Alaa Eldin | 1º gennaio 1991 (20 anni)   |       |      | Haras El-Hodood      |
| 3  | D    | Ayman Ashraf       | 9 aprile 1991 (20 anni)     |       |      | Al-Ahly              |
| 4  | D    | Mohamed Yassin     | 17 aprile 1991 (20 anni)    |       |      | Al-Ahly              |
| 5  | C    | Saleh Gomaa        | 1º agosto 1993 (17 anni)    |       |      | ENPPI                |
| 6  | D    | Ahmed Hegazy       | 25 gennaio 1991 (20 anni)   |       |      | Ismaily              |
| 7  | D    | Hussein El-Sayed   | 18 settembre 1991 (19 anni) |       |      | Al-Ahly              |
| 8  | D    | Ahmed Sobhi        | 4 marzo 1991 (20 anni)      |       |      | ENPPI                |
| 9  | C    | Mohamed Hamdy      | 13 dicembre 1991 (19 anni)  |       |      | El Shorta            |
| 10 | C    | Manga              | 24 dicembre 1991 (19 anni)  |       |      | Al-Ahly              |
| 11 | A    | Ali Fathi          | 2 gennaio 1992 (19 anni)    |       |      | Al-Mokawloon Al-Arab |
| 12 | A    | Mohamed Salah      | 15 giugno 1992 (19 anni)    |       |      | Al-Mokawloon Al-Arab |
| 13 | C    | Ahmed Tawfik       | 1º ottobre 1991 (19 anni)   |       |      | Zamalek              |
| 14 | C    | Mohamed Ibrahim    | 1º marzo 1992 (19 anni)     |       |      | Zamalek              |
| 15 | D    | Mahmoud Ezzat      | 1º maggio 1992 (19 anni)    |       |      | Al-Mokawloon Al-Arab |
| 16 | P    | Mohamed Awad       | 6 luglio 1992 (19 anni)     |       |      | Ismaily              |
| 17 | C    | Mohamed Elneny     | 19 luglio 1992 (19 anni)    |       |      | Al-Mokawloon Al-Arab |
| 18 | C    | Omar Gaber         | 30 gennaio 1992 (19 anni)   |       |      | Zamalek              |
| 19 | A    | Ahmed Hassan Koka  | 5 marzo 1993 (18 anni)      |       |      | Al-Ahly              |
| 20 | C    | Mohamed Ghazy      | 12 novembre 1992 (18 anni)  |       |      | ENPPI                |
| 21 | P    | Ahmed Behiry       | 1º aprile 1991 (20 anni)    |       |      | Al-Mokawloon Al-Arab |

### Austriaunder 20
Commissario tecnico:  Andreas Heraf
| N. | Pos. | Giocatore               | Data nascita (età)         | Pres. | Reti | Squadra                     |
| -- | ---- | ----------------------- | -------------------------- | ----- | ---- | --------------------------- |
| 1  | P    | Samuel Radlinger        | 7 novembre 1992 (18 anni)  | 0     | 0    | Hannover 96                 |
| 2  | D    | Richard Windbichler     | 2 aprile 1991 (20 anni)    | 0     | 0    | FC Trenkwalder Admira       |
| 3  | D    | Emir Dilaver            | 7 maggio 1991 (20 anni)    | 0     | 0    | Austria Vienna              |
| 4  | D    | Lukas Rotpuller         | 31 marzo 1991 (20 anni)    | 0     | 0    | Austria Vienna              |
| 5  | D    | Michael Schimpelsberger | 12 febbraio 1991 (20 anni) | 0     | 0    | Rapid Vienna                |
| 6  | C    | Tobias Kainz            | 31 ottobre 1992 (18 anni)  | 0     | 0    | Heerenveen                  |
| 7  | C    | Kevin Stöger            | 27 agosto 1993 (17 anni)   | 0     | 0    | Stoccarda                   |
| 8  | C    | Robert Gucher           | 20 febbraio 1991 (20 anni) | 0     | 0    | Kapfenberger SV             |
| 9  | A    | Andreas Weimann         | 5 agosto 1991 (19 anni)    | 0     | 0    | Aston Villa                 |
| 10 | A    | Radovan Mitrović        | 25 maggio 1992 (19 anni)   | 0     | 0    | Emmen                       |
| 11 | C    | Daniel Offenbacher      | 18 febbraio 1992 (19 anni) | 0     | 0    | Red Bull Salzburg           |
| 12 | P    | Christoph Riegler       | 30 marzo 1992 (19 anni)    | 0     | 0    | SKN St. Pölten              |
| 13 | D    | Marcel Ziegl            | 20 dicembre 1992 (18 anni) | 0     | 0    | SV Ried                     |
| 14 | C    | Patrick Farkas          | 9 settembre 1992 (18 anni) | 0     | 0    | SV Bauwelt Koch Mattersburg |
| 15 | D    | Lukas Rath              | 30 marzo 1992 (19 anni)    | 0     | 0    | SV Bauwelt Koch Mattersburg |
| 16 | A    | Georg Teigl             | 9 febbraio 1991 (20 anni)  | 0     | 0    | Red Bull Salzburg           |
| 17 | C    | Marco Meilinger         | 3 agosto 1991 (19 anni)    | 1     | 0    | Red Bull Salzburg           |
| 18 | A    | Christian Klem          | 21 aprile 1991 (20 anni)   | 0     | 0    | Sturm Graz                  |
| 19 | A    | Daniel Schütz           | 19 giugno 1991 (20 anni)   | 0     | 0    | FC Wacker Innsbruck         |
| 20 | A    | Robert Žulj             | 5 febbraio 1992 (19 anni)  | 0     | 0    | SV Ried                     |
| 21 | P    | Philip Petermann        | 3 agosto 1991 (19 anni)    | 0     | 0    | SC-ESV Parndorf 1919        |

### Panamaunder 20
Commissario tecnico:  Alfredo Poyatos
| N. | Pos. | Giocatore          | Data nascita (età)         | Pres. | Reti | Squadra                |
| -- | ---- | ------------------ | -------------------------- | ----- | ---- | ---------------------- |
| 1  | P    | Luis Mejía         | 16 marzo 1991 (20 anni)    |       |      | Toulouse               |
| 2  | D    | Edward Benítez     | 15 ottobre 1991 (19 anni)  |       |      | Chorrillo              |
| 3  | D    | Harold Cummings    | 1º marzo 1992 (19 anni)    |       |      | River Plate Montevideo |
| 4  | D    | Josué Flores       | 31 marzo 1993 (18 anni)    |       |      | Chorrillo              |
| 5  | C    | Manuel Vargas      | 19 gennaio 1991 (20 anni)  |       |      | Tauro                  |
| 6  | D    | Francisco Vence    | 19 aprile 1992 (19 anni)   |       |      | Chorrillo              |
| 7  | A    | Jairo Jiménez      | 7 gennaio 1993 (18 anni)   |       |      | Chorrillo              |
| 8  | C    | Paul Cordero       | 28 marzo 1991 (20 anni)    |       |      | Chepo                  |
| 9  | A    | Cecilio Waterman   | 13 aprile 1991 (20 anni)   |       |      | Fénix                  |
| 10 | C    | Josimar Gómez      | 8 giugno 1992 (19 anni)    |       |      | Chepo                  |
| 11 | C    | Eric Davis         | 31 marzo 1991 (20 anni)    |       |      | Árabe Unido            |
| 12 | P    | Kevin Melgar       | 19 novembre 1992 (18 anni) |       |      | Alianza                |
| 13 | D    | Roderick Miller    | 3 aprile 1992 (19 anni)    |       |      | San Francisco          |
| 14 | C    | Josué Gómez        | 19 gennaio 1991 (20 anni)  |       |      | Árabe Unido            |
| 15 | A    | Javier Caicedo     | 14 luglio 1991 (20 anni)   |       |      | Club Plaza Amador      |
| 16 | C    | Rolando Botelló    | 20 novembre 1991 (19 anni) |       |      | Tauro                  |
| 17 | A    | Gabriel Ávila      | 12 aprile 1991 (20 anni)   |       |      | Atlético Chiriquí      |
| 18 | D    | Algish Dixon       | 12 marzo 1992 (19 anni)    |       |      | Alianza                |
| 19 | C    | Alan Hernández     | 19 gennaio 1992 (19 anni)  |       |      | Chievo                 |
| 20 | A    | José Diego Álvarez | 8 gennaio 1992 (18 anni)   |       |      | Slavia Prague          |
| 21 | P    | Adnihell Ariano    | 14 gennaio 1991 (20 anni)  |       |      | Tauro                  |

## Gruppo F

### Argentinaunder 20
Commissario tecnico:   Walter Perazzo
| N. | Pos. | Giocatore              | Data nascita (età)         | Pres. | Reti | Squadra            |
| -- | ---- | ---------------------- | -------------------------- | ----- | ---- | ------------------ |
| 1  | P    | Esteban Andrada        | 26 gennaio 1991 (20 anni)  | 9     | 0    | Lanús              |
| 2  | D    | Germán Pezzella        | 27 giugno 1991 (20 anni)   | 0     | 0    | River Plate        |
| 3  | D    | Nicolás Tagliafico     | 31 agosto 1992 (18 anni)   | 0     | 0    | Banfield           |
| 4  | D    | Hugo Nervo             | 6 gennaio 1991 (20 anni)   | 0     | 0    | Arsenal            |
| 5  | C    | Ezequiel Cirigliano    | 24 gennaio 1992 (19 anni)  | 2     | 0    | River Plate        |
| 6  | D    | Leonel Galeano         | 2 agosto 1991 (19 anni)    | 0     | 0    | Independiente      |
| 7  | C    | Matías Laba            | 19 dicembre 1991 (19 anni) | 0     | 0    | Argentinos Juniors |
| 8  | C    | Roberto Pereyra        | 17 novembre 1991 (19 anni) | 0     | 0    | River Plate        |
| 9  | A    | Facundo Ferreyra       | 31 agosto 1992 (18 anni)   | 0     | 0    | Banfield           |
| 10 | C    | Erik Lamela            | 25 marzo 1992 (19 anni)    | 1     | 0    | Roma               |
| 11 | A    | Juan Iturbe            | 4 giugno 1993 (18 anni)    | 0     | 0    | Porto              |
| 12 | P    | Rodrigo Rey            | 8 marzo 1991 (20 anni)     | 0     | 0    | River Plate        |
| 13 | D    | Lucas Kruspzky         | 6 aprile 1992 (19 anni)    | 8     | 0    | Independiente      |
| 14 | D    | Adrián Martínez        | 13 febbraio 1991 (20 anni) | 0     | 0    | San Lorenzo        |
| 15 | C    | Alan Ruiz              | 19 agosto 1993 (17 anni)   | 2     | 0    | Gimnasia (LP)      |
| 16 | C    | Lucas Villafáñez       | 4 ottobre 1991 (19 anni)   | 3     | 0    | Independiente      |
| 17 | C    | Rodrigo Battaglia      | 12 luglio 1991 (20 anni)   | 8     | 0    | Huracán            |
| 18 | D    | Leandro González Pirez | 26 febbraio 1991 (20 anni) | 0     | 0    | River Plate        |
| 19 | A    | Agustín Vuletich       | 11 marzo 1991 (20 anni)    | 0     | 0    | Vélez Sársfield    |
| 20 | A    | Carlos Luque           | 1º marzo 1993 (18 anni)    | 0     | 0    | Colón              |
| 21 | P    | Emiliano Martínez      | 2 settembre 1992 (18 anni) | 0     | 0    | Arsenal            |

### Messicounder 20
Commissario tecnico:  Juan Carlos Chávez
| N. | Pos. | Giocatore        | Data nascita (età)          | Pres. | Reti | Squadra             |
| -- | ---- | ---------------- | --------------------------- | ----- | ---- | ------------------- |
| 1  | P    | José Rodríguez   | 4 luglio 1992 (19 anni)     | 0     | 0    | Veracruz            |
| 2  | D    | Kristian Álvarez | 20 aprile 1992 (19 anni)    | 0     | 0    | Guadalajara         |
| 3  | D    | Héctor Acosta    | 24 novembre 1991 (19 anni)  | 0     | 0    | Toluca              |
| 4  | D    | Néstor Araujo    | 29 agosto 1991 (19 anni)    | 0     | 0    | Cruz Azul           |
| 5  | C    | Diego de Buen    | 13 luglio 1991 (20 anni)    | 0     | 0    | UNAM                |
| 6  | C    | Marvin Piñón     | 12 giugno 1991 (20 anni)    | 0     | 0    | Monterrey           |
| 7  | C    | Saúl Villalobos  | 26 giugno 1991 (20 anni)    | 0     | 0    | Atlas               |
| 8  | C    | Carlos Orrantia  | 1º febbraio 1991 (20 anni)  | 0     | 0    | UNAM                |
| 9  | A    | Taufic Guarch    | 4 ottobre 1991 (19 anni)    | 0     | 0    | Estudiantes Tecos   |
| 10 | A    | Érick Torres     | 19 gennaio 1993 (18 anni)   | 0     | 0    | Guadalajara         |
| 11 | A    | Ulises Dávila    | 13 aprile 1991 (20 anni)    | 0     | 0    | Guadalajara         |
| 12 | P    | Carlos López     | 21 marzo 1991 (20 anni)     | 0     | 0    | Talleres de Córdoba |
| 13 | C    | Lugiani Gallardo | 20 aprile 1991 (20 anni)    | 0     | 0    | América             |
| 14 | C    | Jorge Enríquez   | 8 gennaio 1991 (20 anni)    | 0     | 0    | Guadalajara         |
| 15 | D    | César Ibáñez     | 1º aprile 1992 (19 anni)    | 0     | 0    | Santos Laguna       |
| 16 | D    | Jorge Valencia   | 6 aprile 1991 (20 anni)     | 0     | 0    | UANL                |
| 17 | A    | Alan Pulido      | 8 marzo 1991 (20 anni)      | 0     | 0    | UANL                |
| 18 | D    | Diego Reyes      | 19 settembre 1992 (18 anni) | 0     | 0    | América             |
| 19 | A    | Édson Rivera     | 4 novembre 1991 (19 anni)   | 0     | 0    | Atlas               |
| 20 | A    | David Izazola    | 23 ottobre 1991 (19 anni)   | 0     | 0    | UNAM                |
| 21 | P    | Julio González   | 23 aprile 1991 (20 anni)    | 0     | 0    | Santos Laguna       |

### Inghilterraunder 20
Commissario tecnico:  Brian Eastick
| N. | Pos. | Giocatore        | Data nascita (età)          | Pres. | Reti | Squadra              |
| -- | ---- | ---------------- | --------------------------- | ----- | ---- | -------------------- |
| 1  | P    | Jack Butland     | 10 marzo 1993 (18 anni)     | 0     | 0    | Birmingham City      |
| 2  | D    | Blair Adams      | 8 settembre 1991 (19 anni)  | 0     | 0    | Sunderland           |
| 3  | D    | Nathan Baker     | 23 aprile 1991 (20 anni)    | 0     | 0    | Aston Villa          |
| 4  | A    | Saido Berahino   | 4 agosto 1993 (17 anni)     | 0     | 0    | West Bromwich Albion |
| 5  | C    | Reece Brown      | 1º novembre 1991 (19 anni)  | 1     | 0    | Manchester Utd       |
| 6  | D    | Ben Gordon       | 2 marzo 1991 (20 anni)      | 0     | 0    | Chelsea              |
| 7  | D    | James Hurst      | 31 gennaio 1992 (19 anni)   | 0     | 0    | West Bromwich Albion |
| 8  | C    | Billy Knott      | 28 dicembre 1992 (18 anni)  | 0     | 0    | Sunderland           |
| 9  | C    | Jason Lowe       | 2 settembre 1991 (19 anni)  | 1     | 0    | Blackburn Rovers     |
| 10 | A    | Callum McManaman | 25 aprile 1991 (20 anni)    | 0     | 0    | Wigan Athletic       |
| 11 | A    | Josh Morris      | 30 settembre 1991 (19 anni) | 1     | 0    | Blackburn Rovers     |
| 12 | A    | Michael Ngoo     | 23 ottobre 1992 (18 anni)   | 3     | 0    | Liverpool            |
| 13 | P    | Lee Nicholls     | 5 ottobre 1992 (18 anni)    | 0     | 0    | Wigan Athletic       |
| 15 | C    | Dean Parrett     | 16 novembre 1991 (19 anni)  | 1     | 0    | Tottenham            |
| 16 | C    | Matt Phillips    | 13 marzo 1991 (20 anni)     | 1     | 0    | Blackpool            |
| 17 | D    | Adam Smith       | 29 aprile 1991 (20 anni)    | 1     | 0    | Tottenham            |
| 18 | D    | George Taft      | 29 luglio 1993 (18 anni)    | 0     | 0    | Leicester City       |
| 19 | D    | Reece Wabara     | 28 dicembre 1991 (19 anni)  | 1     | 0    | Manchester City      |
| 20 | C    | James Wallace    | 19 dicembre 1991 (19 anni)  | 1     | 0    | Everton              |
| 21 | P    | Jak Alnwick      | 17 giugno 1993 (18 anni)    | 0     | 0    | Newcastle Utd        |

### Corea del Nordunder 20
Commissario tecnico:  Yun Jong-su
| N. | Pos. | Giocatore      | Data nascita (età)          | Pres. | Squadra        |
| -- | ---- | -------------- | --------------------------- | ----- | -------------- |
| 1  | P    | Om Jin-song    | 16 gennaio 1991 (20 anni)   |       | Kigwancha      |
| 2  | D    | Kim Song-hak   | 17 settembre 1991 (19 anni) |       | Pyongyang City |
| 3  | D    | Jang Song-hyok | 18 gennaio 1991 (20 anni)   |       | Rimyongsu      |
| 4  | C    | Nam Chol-hyon  | 16 agosto 1991 (19 anni)    |       | Sobaeksu       |
| 5  | D    | Ri Hyong-mu    | 4 novembre 1991 (19 anni)   |       | Sobaeksu       |
| 6  | C    | Ri Il-jin      | 28 agosto 1993 (17 anni)    |       | Sobaeksu       |
| 7  | A    | Pak Song-chol  | 20 marzo 1991 (20 anni)     |       | 25 April       |
| 8  | A    | Ri Hyon-song   | 23 dicembre 1992 (18 anni)  |       | Ryongnamsan    |
| 9  | A    | Mun Hyok       | 16 novembre 1993 (17 anni)  |       | Sobaeksu       |
| 10 | A    | Jong Il-gwan   | 30 ottobre 1992 (18 anni)   |       | Rimyongsu      |
| 11 | C    | Kim Ju-song    | 15 ottobre 1993 (17 anni)   |       | 25 April       |
| 12 | C    | Ri Hyong-jin   | 19 luglio 1993 (18 anni)    |       | 25 April       |
| 13 | C    | Kang Won-myong | 2 luglio 1991 (20 anni)     |       | Rimyongsu      |
| 14 | A    | Jang Kuk-chol  | 16 febbraio 1994 (17 anni)  |       | Rimyongsu      |
| 15 | D    | Ri Yong-chol   | 8 gennaio 1991 (20 anni)    |       | Kyonggongop    |
| 16 | A    | Han Song-hyok  | 4 agosto 1993 (17 anni)     |       | 25 April       |
| 17 | C    | Ri Hyok-chol   | 2 settembre 1992 (18 anni)  |       | Rimyongsu      |
| 18 | P    | Han Song-hwan  | 2 marzo 1993 (18 anni)      |       | Amrokgang      |
| 19 | A    | Kye Song-hyok  | 12 novembre 1992 (18 anni)  |       | 25 April       |
| 20 | D    | Kang Il-nam    | 23 novembre 1994 (16 anni)  |       | 25 April       |
| 21 | P    | Kim Chol-nam   | 2 gennaio 1991 (20 anni)    |       | 25 April       |

## Statistiche giocatori
Club rappresentati
| Players | Clubs |
| ------- | --- |
| 7       | 25 April, Lyon, Saprissa                                                                                                |
| 6       | Barcelona, Benfica, Comunicaciones, River Plate                                                                         |
| 5       | Al-Ahli, Al-Ahly, Al-Ittihad, Al-Mokawloon Al-Arab Defensor Sporting, Hajduk Split, Porto                               |
| 4       | Alajuelense, Atlético Madrid, Central Coast Mariners Chorrillo, Flamengo, Guadalajara, São Paulo Sobaeksu, Stade Malien |

Giocatori per campionati
| Campionato     | Giocatori |
| -------------- | --------- |
| Totale         | 504       |
| Inghilterra    | 31        |
| Spagna         | 31        |
| Francia        | 25        |
| Portogallo     | 22        |
| Argentina      | 21        |
| Corea del Nord | 21        |
| Arabia Saudita | 21        |
| Egitto         | 21        |
| Messico        | 21        |
| Corea del Sud  | 20        |
| Ecuador        | 19        |
| Uruguay        | 18        |
| Brasile        | 18        |
| Colombia       | 14        |
| Altri          | 221       |